# 곽선니

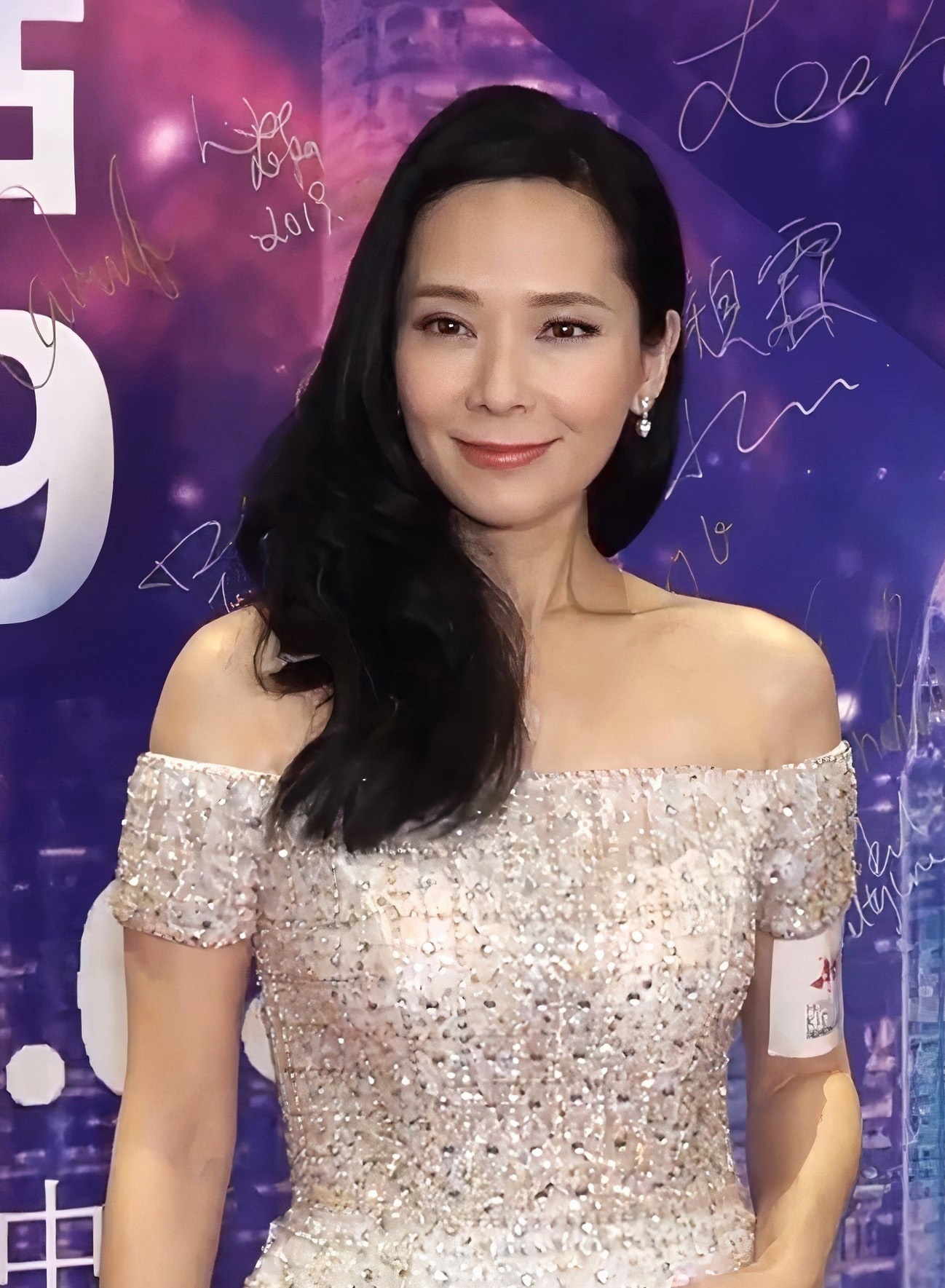

곽선니(Sonija Kwok, 1974년 7월 22일 ~ )는 영국의 배우, 항공 승무원이다.
홍콩에서 태어났다.

## 방송
- 복우번운
- 금옥요
- 궁 : 쇄심옥
- 성세인걸
- 정복자

## 영화
- 금옥요 (2015년)
- 일문계보표 (2002년)
- 곤수 (2001년)
- 정장 (2001년)